# 주천군
주천군(酒泉郡)은 중국의 옛 군으로, 하서 4군 중 하나다. 대략 현대의 주취안 시 지역이다.

## 전한
원수 2년(기원전 121년) 곽거병이 흉노의 혼야왕과 휴저왕을 격파하자 혼야왕이 휴저왕을 죽이고 휴저왕의 무리와 함께 투항하면서 한나라가 혼야왕과 휴저왕의 땅에 설치한 하서 4군 중 하나다. 군의 명칭은 한서 지리지의 주석의 응소의 주장과 안사고가 전하는 전설에 따르면 술 맛이 나는 물(샘)이 나기 때문이라 한다. 설치된 시기는 이설이 있으나 한서 무제기에 따르면 원수 2년(기원전 121년), 한서 지리지의 주석에 따르면 태초 원년(기원전 104년)에 설치됐다. 원정 6년(기원전 111년)에 이 군을 분할해 동부에 장액군을 설치하고 서부에 돈황군을 설치했다. 원시 2년(2년)의 인구조사에 따르면 1만 8137호, 7만 6726명이 있었다. 아래의 속현 목록은 한서 지리지의 순서를 따르며, 일반적으로 첫 현이 군의 치소이다. 현대의 주취안 시 동부에 해당한다.
| 현명   | 한자   | 대략적 위치                                                       | 비고                                                                                            |
| ------ | ------ | ----------------------------------------------------------------- | ----------------------------------------------------------------------------------------------- |
| 녹복현 | 祿福縣 | 주취안시                                                          | 호잠수(呼蠶水)가 남쪽 강중(羌中)에서 나서 동북에서 회수(會水)에 이르러 강곡(羌谷)으로 들어간다. |
| 표시현 | 表是縣 | 장예시 가오타이 현 서                                             |                                                                                                 |
| 악관현 | 樂涫縣 | 주취안시 남동                                                     |                                                                                                 |
| 천의현 | 天䧇縣 | 주취안시 쑤베이 몽골족 자치현·장예시 쑤난 위구족 자치현 교차 일대 |                                                                                                 |
| 옥문현 | 玉門縣 | 주취안시 위먼 시 북서                                             |                                                                                                 |
| 회수현 | 會水縣 | 장예시 가오타이 현 북서                                           | 북부도위의 치소가 언천장(偃泉障)에 있다. 동부도위의 치소가 동부장(東部障)에 있다.               |
| 지두현 | 池頭縣 | 주취안시 위먼 시 북서                                             |                                                                                                 |
| 수미현 | 綏彌縣 | 주취안시 동                                                       |                                                                                                 |
| 간제현 | 乾齊縣 | 주취안시 위먼 시 북서                                             | 서부도위의 치소가 서부장(西部障)에 있다.                                                        |

## 신나라
군의 이름을 보평(輔平)으로 고치고 다음 현의 이름을 고쳤다.
| 전한       | 신             |
| ---------- | -------------- |
| 복록(祿福) | 현덕(顯德)     |
| 표시(表是) | 재무(載武)     |
| 악관(樂涫) | 악정(樂亭)     |
| 옥문(玉門) | 보평정(輔平亭) |
| 회수(會水) | 소무(蕭武)     |
| 간제(乾齊) | 측로(測虜)     |

## 태수
- 신무현(辛武賢) (? ~ ?)
- 신경기 (? ~ ?)